# Catena Annamita
La Catena Annamita è una catena montuosa dell'Indocina orientale che si estende approssimativamente per 1100 km attraverso Laos, Vietnam e una piccola area della Cambogia nord-orientale. È nota in vietnamita come Dãy Trường Sơn, in lao come Phou Luang e in francese come Chaîne Annamitique. Questa catena montuosa viene indicata anche con i nomi di Catena Annamese, Monti Annamesi, Cordigliera Annamese, Monti Annamiti e Cordigliera Annamita.

## Caratteristiche
La catena corre parallela alla costa vietnamita, formando una curva che divide il bacino del Mekong dalle strette pianure costiere del Vietnam lungo il Mar Cinese Meridionale. Le pendici orientali della catena si innalzano ripidamente dalla pianura e sono drenate da molti fiumi di breve lunghezza. Sulla catena si trovano tre altopiani principali: da nord a sud, l'Altopiano di Phouane, di Nakai e di Bolaven.

## Fauna
La catena è la dimora di molte rare creature, tra cui il coniglio annamita, scoperto solo recentemente, il saola, simile ad un'antilope, il maestoso gaur e la tigre indocinese.

## Siti archeologici
Le montagne sono state abitate da ominidi come da antichi Homo sapiens già a partire da 160.000 anni fa, come dimostrano il fossile di Homo di Denisova ritrovato nella Grotta del Cobra, e quello di Homo sapiens, ritrovato nella Grotta di Tam Pa Ling.